# Bostaniada
Bostaniada este un festival etno-gastronomic care are loc în comuna Lozova, raionul Strășeni, care se organizează anual, în ultima duminică a lunii septembrie. În cadrul acestuia se sărbătorește roada de bostan. Prima ediție a avut loc în anul 2012. Festivalul promovează turismul rural, bucatele din dovleac și cele tradiționale, valorile social-culturale și agricultorii. În cadrul festivalului se mai organizează expoziții și concursuri, cum ar fi: cei mai ciudați bostani, cel mai mare bostan, cel mai mic bostan etc.
La iarmaroc se permit articole și bucate de calitate înaltă care pot fi acceptate pentru expoziție și comercializare; nu sunt permise mâncăruri cu conținut ridicat de zahăr, sare, grăsimi. Se expun și se comercializează o gamă vastă de produse autohtone: legume, fructe, instrumente și articole din lemn, produse textile și de vestimentație, articole hand-made etc. Meșterii populari prezintă sesiuni de master-class în domenii ca olăritul, sculptură în lemn, împletitul răchitei, broderie etc.

## Ediții anterioare

### Bostaniada 2012
28 octombrie
Un agricultor din Lozova, Ion Ciocan, care este inițiatorul festivalului, în colaborare cu Nata Albot, și-a propus ca sărbătoarea să fie organizată în fiecare an, în ultima duminică din luna octombrie.
Cei veniți la festival au avut parte de un târg gastronomic, unde bucătarii locali au pregătit bucate din dovleac, dar și frigărui, sarmale, izvar etc. Totodată, s-a organizat un târg meșteșugăresc, unde circa 20 de meșteri populari și-au pus în vânzare produsele, dar și un târg agricol, cu diverse produse alimentare.
Atmosfera a fost încinsă de artiștii prezenți la festival, atât din Lozova, cât și de la Chișinău: Ion Suruceanu, Corneliu Botgros, Adrian Ursu, Ion Paladi, Elena Javelea, Alexandru Vdovicenco, Mariana Șura, Arsenie Botnaru, Anatol Mîrzenco, Igor Cuciuc, Corul din Lozova și mulți alții. Festivalul s-a încheiat cu un rug mare .

### Bostaniada 2013
29 septembrie
A doua ediție a festivalului etno-gastronomic Bostaniada a fost, din nou, un efort comunitar cu scopuri sociale. Festivalul sarbatorește roadele toamnei precum și splendoarea acestui anotimp, printr-o expozitie a celor mai mari și ciudati dovleci/bostani, meștesuguri inspirate din natură, cu muzica live, paradă, concursuri, jocuri, sculptură în dovleci, precum si degustări de vin și bucate de casă. Festivalul a culminat cu Rugul Satului. Portul  - culori bostăniu, verde, arămiu. .

### Bostaniada 2014
28 septembrie
Ajungând la cea de-a 3-a ediție, Festivalul Etno Gastronomic „Bostaniada” a adus la ordinea zilei o mulțime de clipe inedite și plăcinte.
Potrivit organizatoarei festivalului – Tamara Șchiopu, această ediție a avut mult mai multe activități destinate vizitatorilor, evenimentul având o amploare mai mare decât în anii precedenți. Totodată, „Bostaniada” a susținut 3 cauze nobile, fondurile venind către Asociația Națională „Învingem Fibroza Chistică”, „Speranța Terrei” și „Mojo Hands”.  Miile de oameni veniți la eveniment au avut oportunitatea de a asista la un program artistic festiv, de a procura produse de la producătorii locali și de a-și aduce contribuția la lupta cu epidemia HIV/SIDA în Moldova . 

### Bostaniada 2015
19-20 septembrie
Ajuns la cea de-a 4-a ediție, festivalul s-a desfășurat pe stadionul comunei Lozova, raionul Strășeni. La festival s-au organizat diverse activități pentru copii și maturi, târg cu produse agricole, târg de artizanat și târgul gospodinelor cu bucate și delicii din dovleac. Familia Spînu, în acest an deține recordul pentru cel mai mare bostan, care are aproximativ 90 de kg.
La eveniment a fost prezent și ministrul Agriculturii și Industriei Alimentare, Ion Sula. Și președintele Federației Fermierilor din Republica Moldova, Valeriu Cosarciuc, este de părere că atât timp cât vor există fermierii, va exista și Republica Moldova .
Pentru prima dată, festivalul a fost organizat pe durata a două zile, iar organizatorii au pregătit și zona camping pentru doritorii de a instala corturi. În prima zi, au evoluat Taramis Band, Viorel Burlacu, Vitalie Dani, Igor Cuciuc, Natan și Alexandru Vdovicenco Band. S-a organizată și Parada Bostaniada, concursul celui mai greu dovleac, o expoziție de lanterne din dovleac, iar noaptea s-a făcut rugul satului.
În a doua zi a festivalului au evoluat interpreți precum Marcel și Cornelia Ștefăneț, Fuego, Nona Marian, Surorile Osoianu, Adriana Ochișanu și El Radu și dansatorii de la Black and White.

### Bostaniada 2016
24-25 septembrie
A cincea ediție aniversară a festivalului etno gastronomic Bostaniada, a avut loc la Grădina Botanică din Chișinău. Organizatorii evenimentului și-au propus ca în acest an, Bostanaida să aibă un caracter deosebit de festiv, în format de carnaval. Această ediție în stil de Carnaval Aniversar, pe lângă elementele tradiționale de iarmaroc și gastronomie tradițională, a mai inclus și parade costumate,  performanțe de orchestre de percuții, jonglori, piruieți și acrobați, prezentări de gimnastică estetică, master-class și prezentări de Samba dans.
Evenimentul zilei de sâmbătă a fost un spectacol de dans în evoluarea ansamblului academic de stat JOC, urmat de un show extravagant de circ de noapte, iar duminică a evolua Alex Calancea Band urmat de focuri de artificii.
Ca și în ceilalți ani, fermierii au concurat pentru cel mai greu bostan, Ion Ciocanu a întronat scena festivalului.

### Bostaniada 2017
24 septembrie
Festivalul etno-gastronomic Bostaniada, în acest an s-a desfășurat în satul Lozova, raionul Strășeni. Plăcintele cu bostan, dovlecii gigantici sau prepelițele la rotișor au fost doar câteva dintre atracțiile festivalului, care în acest an a ajuns la cea de-a șasea ediție, ce a adunat peste șapte mii de oameni și reușind să se impună drept cel mai așteptat eveniment al toamnei.  Unul dintre fermieri este Vasile Spînu, care pentru al cincilea an consecutiv cultivă dovleci giganți și în această perioadă, a reușit să înregistreze noi și noi recorduri. Primul dovleac a cântărit 80 kg, al doilea – 100 kg, al treilea – 120 kg, după care a urmat unul de 285 kg. Acum însă a expus la festival un bostan de ditamai 340 kg, pe care l-a crescut în patru luni.

### Bostaniada 2018
22 septembrie
Festivalul etno-gastronomic Bostaniada, cea de-a 7 ediție s-a desfășurat pe malul Lacului din satul Bălăbănești, raionul Criuleni. Vasile Spânu, care mai mulți ani consecutiv a luat premiul mare și de această dată a reușit să crească un dovleac. Un dovleac care cântărește 505 kilograme a fost vedeta festivalului și a fost desemnat cel mare dovleac la Bostaniada 2018. Acesta a fost crescut în localitatea Ratuș și a fost transportat cu ajutorul unui manipulator. Același gospodar a reușit să crească un alt dovleac, puțin mai mic - de 415 kilograme.
S-a organizat un concert cu Vali Boghean, "Trigon", "7 klase", tinerii de la Moldovan National Youth Orchestra, Corul “Cantabile”, dar și colectivele artistice din raionul Criuleni.
Ca în fiecare an, oaspeții evenimentului au savurat din plăcintele cu bostan și alte produse din dovleac și vin din noua recoltă.